# Calistocoris
Calistocoris is een geslacht van wantsen uit de familie van de Reduviidae (Roofwantsen). Het geslacht werd voor het eerst wetenschappelijk beschreven door Odo Reuter in 1881.

## Soorten
Het genus bevat de volgende soorten:

- Calistocoris caesareus Reuter, 1881
- Calistocoris virgo (Miller, 1940)